# ロッソ・フィオレンティーノ

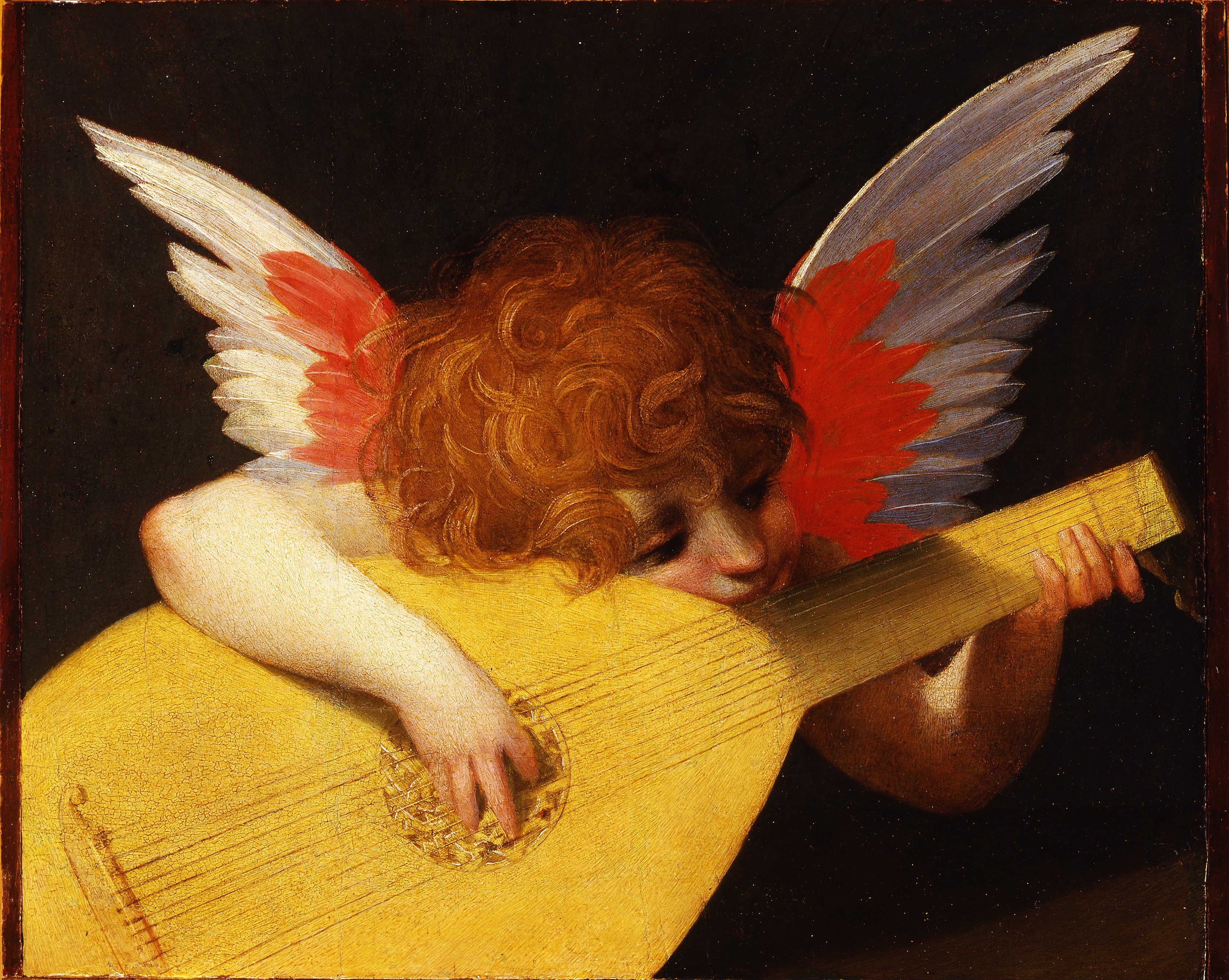
『リュートを弾く天使』(1521)、ウフィツィ美術館

ロッソ・フィオレンティーノ（Rosso Fiorentino 、1494年3月8日 - 1540年11月14日）は、イタリア出身の画家で、ルネサンス（マニエリスム）の美術をフランスに伝える役割を果たした。

## 来歴
フィレンツェの生まれた。本名はジョバンニ・バティスタ・ディ・ヤコポ（Giovanni Battista di Jacopo）で通称のロッソは赤毛の髪で生まれたことによる仇名である。はじめ、フィレンツェのアンドレア・デル・サルトの工房で学んだ。同時期にヤコポ・ダ・ポントルモ(1494-1557)も同じ工房で修業していた。
1524年にローマに移り、ローマで働くが、1527年にスペイン王の軍隊によるローマ略奪のためにローマを離れた。北イタリア、ヴェネツィアを経て、1531年にフランス王フランソワ1世に招かれてフランスに赴いた。フランソワ1世を継いだアンリ2世にも仕え、フランチェスコ・プリマティッチオ(1504-1570)とともにフォンテーヌブロー城の改築に関わった。フォンテーヌブロー城の広間の壁に、フレスコ画でフランソワの生涯を描いたものが代表作である。
ロッソの影響で、フランスにフォンテーヌブロー派と呼ばれる画家のグループが生まれ宮廷で活躍した。ロッソは1540年に死去した(ジョルジオ・ヴァザーリは、根拠なく自殺と主張している。

## 代表作
- リュートを弾く天使（1521年）- ウフィツィ美術館蔵
- サン・ロレンツォ教会内部
- 『十字架降下』
- フランソワ1世のギャラリー（1533年 - 1540年）

## 作品画像

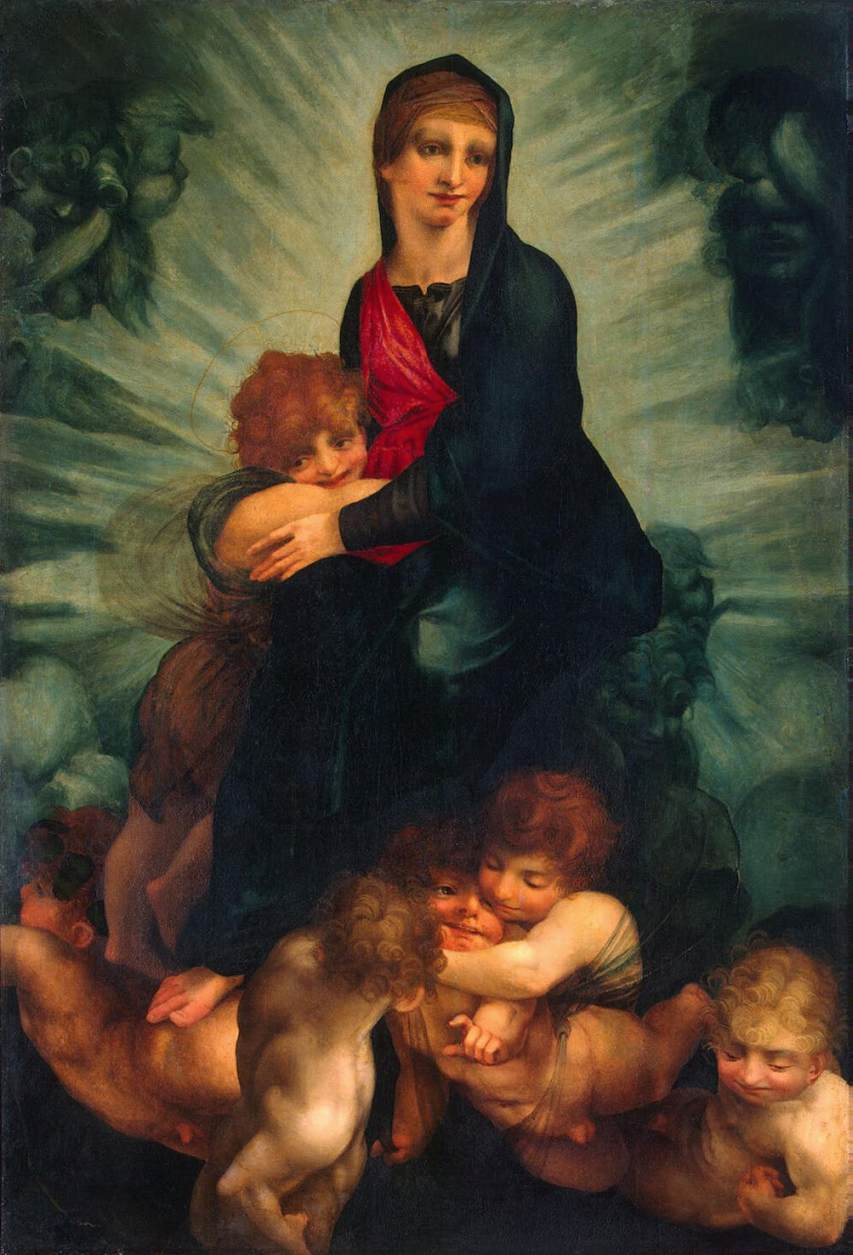
『聖母子と智天使』(1512-1517年頃) サンクトペテルブルク、エルミタージュ美術館
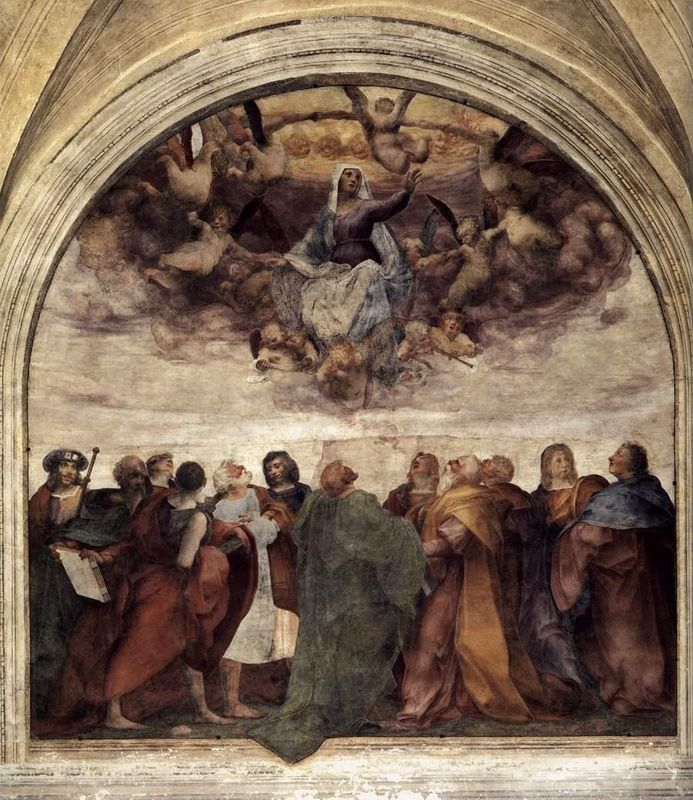
『聖母被昇天の日』(1517年) フィレンツェ、サンティッシマ・アンヌンツィアータ教会
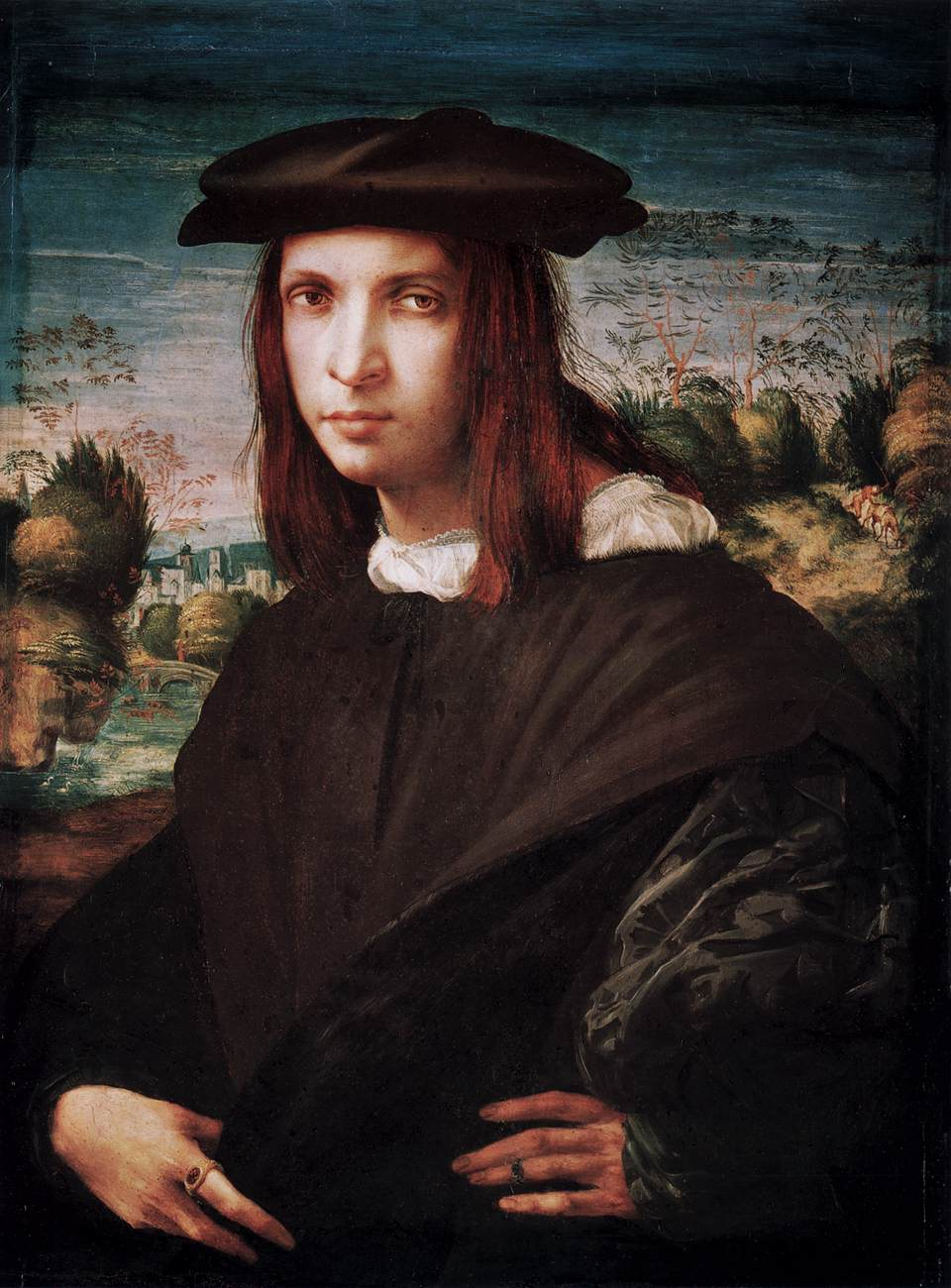
『青年の肖像』(1517/1518年) 絵画館 (ベルリン)
『スペダリンゴ祭壇画』(1518年) フィレンツェ、ウフィツィ美術館
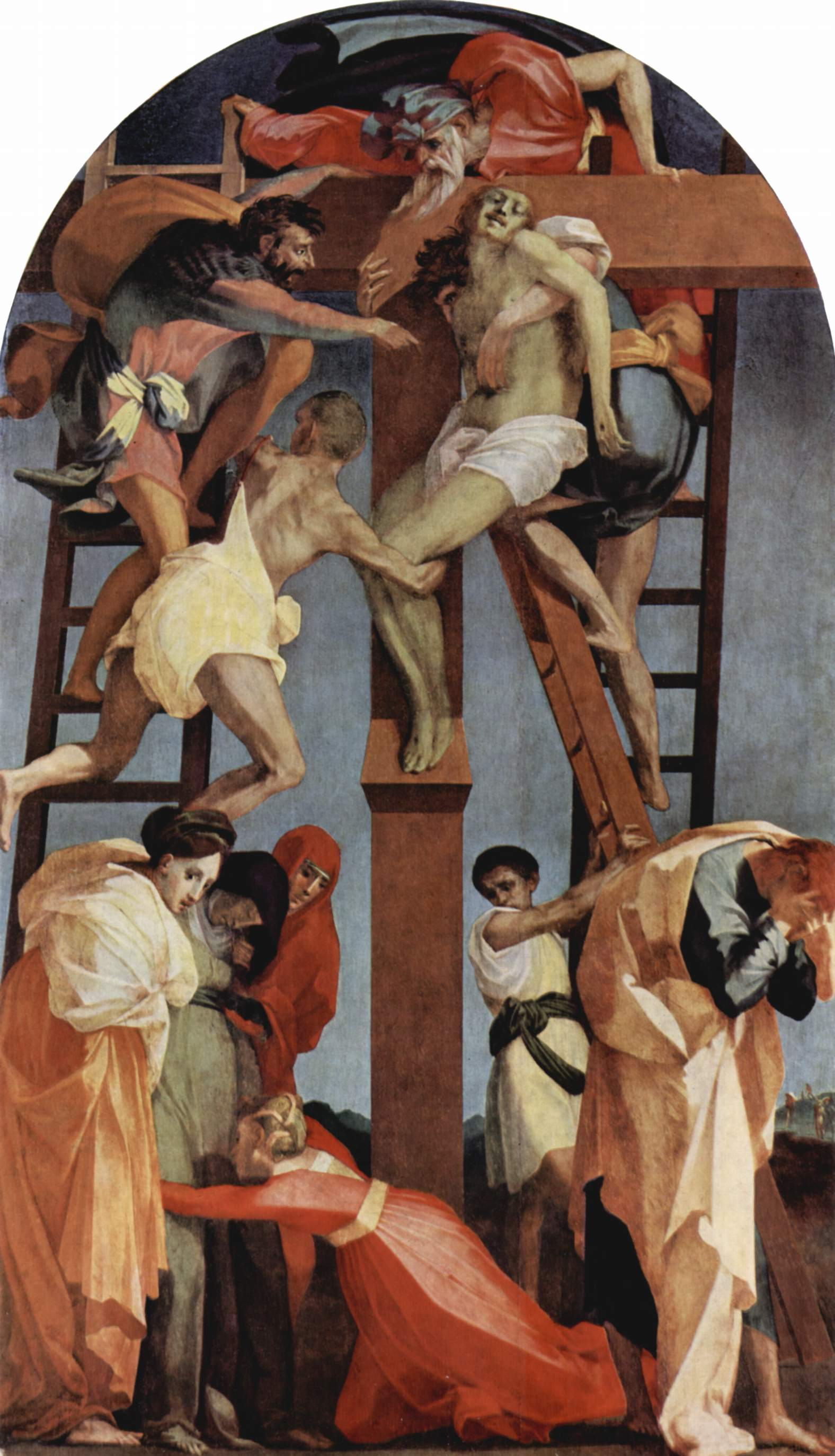
『十字架降架』(1521年) ヴォルテラ美術館
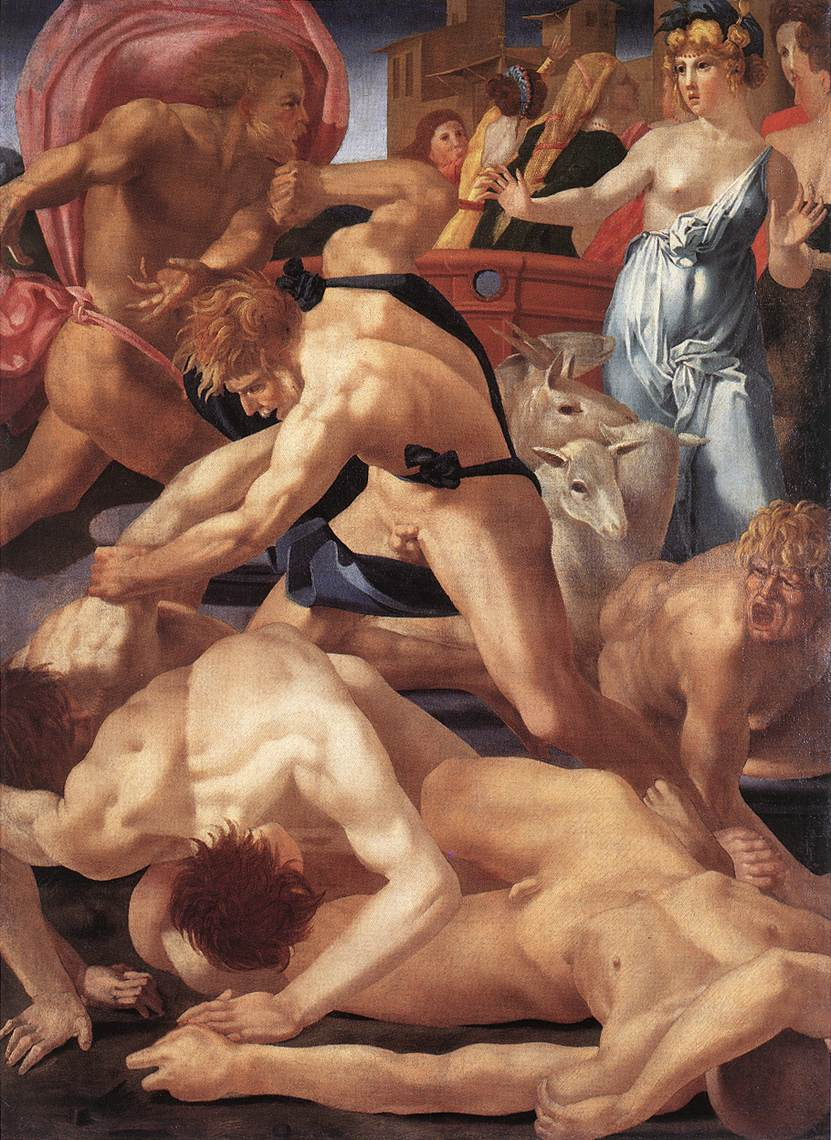
『エテロの娘たちを守るモーセ』(1523-1527年) フィレンツェ、ウフィツィ美術館
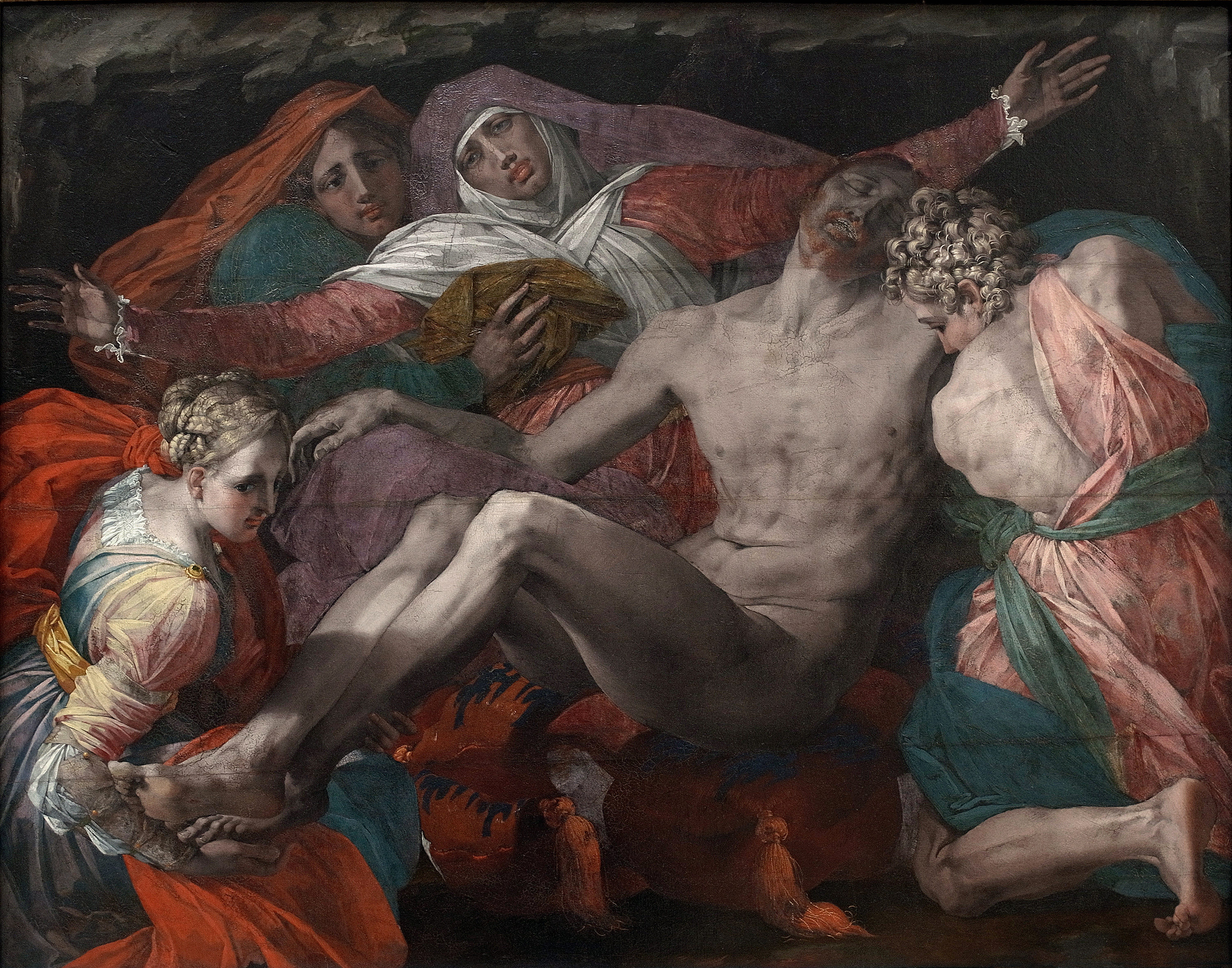
『ピエタ』(1537-1540年頃) パリ、ルーヴル美術館

## 画集解説
- エリザベッタ・マルケッティ・レッタ、ロベルト・パオロ・チャルディ『ポントルモ、ロッソ・フィオレンティーノ』ポントルモ、ロッソ・フィオレンティーノ 画、甲斐教行 訳、東京書籍〈イタリア・ルネサンスの巨匠たち21 聖な構図と運動の表現〉、1995年11月。ISBN 4-487-76371-1。